# 2018 en science-fiction
| Années de la science-fiction : 2015 - 2016 - 2017 - 2018 - 2019 - 2020 - 2021    |
| Décennies de la science-fiction : 1980 - 1990 - 2000 - 2010 - 2020 - 2030 - 2040 |

L'année 2018 est marquée, en matière de science-fiction, par les événements suivants.

## Naissances et décès

### Décès
- 22 janvier : Ursula K. Le Guin, écrivain américaine, morte à 88 ans.
- 6 février : John Anthony West, écrivain américain, mort à 85 ans.
- 13 février : Victor Milán, écrivain américain, mort à 64 ans.
- 3 mars : Daniel Walther, écrivain français, mort à 77 ans.
- 6 mars : Peter Nicholls, écrivain australien, morte à 78 ans.
- 8 mars : Kate Wilhelm, écrivain américaine, morte à 89 ans.
- 11 mars : Mary Rosenblum, écrivain américaine, morte à 65 ans.
- 19 mars : David Bischoff, écrivain américain, mort à 66 ans.
- 27 mai : Gardner R. Dozois, écrivain américain, mort à 70 ans.
- 28 juin : Harlan Ellison, écrivain américain, mort à 84 ans.
- 9 août : Martin Lessard, écrivain canadien, mort à 46 ans.
- 29 octobre : Dave Duncan, écrivain canadien, mort à 85 ans.

## Prix

### Prix Hugo
- Roman : Les Cieux pétrifiés (The Stone Sky) par N. K. Jemisin
- Roman court : Défaillances systèmes (All Systems Red) par Martha Wells
- Nouvelle longue : La Vie secrète des bots (The Secret Life of Bots) par Suzanne Palmer (en)
- Nouvelle courte : Welcome to your Authentic Indian Experience™ par Rebecca Roanhorse
- Série littéraire : Cycle de Chalion (World of the Five Gods) par Lois McMaster Bujold
- Livre non-fictif ou apparenté : No Time to Spare: Thinking About What Matters par Ursula K. Le Guin
- Histoire graphique : Monstress, volume 2: La Quête, écrit par Marjorie Liu, dessiné par Sana Takeda
- Présentation dramatique (format long) : Wonder Woman, scénarisé par Allan Heinberg, histoire par Zack Snyder, Allan Heinberg et Jason Fuchs, réalisé par Patty Jenkins
- Présentation dramatique (format court) : l'épisode Le Dilemme du tramway de The Good Place, scénarisé par Josh Siegal et Dylan Morgan, dirigé par Dean Holland (en)
- Éditeur de nouvelles : Lynne M. Thomas (en) et Michael Damian Thomas
- Éditeur de romans : Sheila E. Gilbert
- Artiste professionnel : Sana Takeda
- Magazine semi-professionnel : Uncanny Magazine (en), édité par Lynne M. Thomas (en), Michael Damian Thomas, Michi Trota et Julia Rios ; podcast produit par Erika Ensign et Steven Schapansky
- Magazine amateur : File 770 (en), édité par Mike Glyer (en)
- Podcast amateur : Ditch Diggers, présenté par Mur Lafferty et Matt Wallace
- Écrivain amateur : Sarah Gailey (en)
- Artiste amateur : Geneva Benton
- Prix de la World Science Fiction Society du meilleur roman pour jeunes adultes : Akata Warrior (Akata Warrior) par Nnedi Okorafor
- Prix Campbell : Rebecca Roanhorse

### Prix Nebula
- Roman : Vers les étoiles (The Calculating Stars) par Mary Robinette Kowal
- Roman court : The Tea Master and the Detective par Aliette de Bodard
- Nouvelle longue : The Only Harmless Great Thing par Brooke Bolander (en)
- Nouvelle courte : The Secret Lives of the Nine Negro Teeth of George Washington par P. Djèlí Clark
- Scénario pour un jeu : Black Mirror: Bandersnatch par Charlie Brooker
- Prix Andre-Norton : De sang et de rage (Children of Blood and Bone) par Tomi Adeyemi
- Prix Solstice : Neil Clarke (en) et Nisi Shawl
- Prix Ray Bradbury : Spider-Man: New Generation par Peter Ramsey, Bob Persichetti et Rodney Rothman (metteurs en scène) et Phil Lord et Rodney Rothman (scénaristes)
- Prix du service pour la SFWA : Lee Martindale
- Grand maître : William Gibson

### Prix Locus
- Roman de science-fiction : L'Effondrement de l'empire (The Collapsing Empire) par John Scalzi
- Roman de fantasy : Les Cieux pétrifiés (The Stone Sky) par N. K. Jemisin
- Roman d'horreur : The Changeling par Victor LaValle
- Roman pour jeunes adultes : Akata Warrior (Akata Warrior) par Nnedi Okorafor
- Premier roman : The Strange Case of the Alchemist’s Daughter par Theodora Goss
- Roman court : Défaillances systèmes (All Systems Red) par Martha Wells
- Nouvelle longue : The Hermit of Houston par Samuel R. Delany
- Nouvelle courte : L'Obélisque martien (The Martian Obelisk) par Linda Nagata
- Recueil de nouvelles : Ursula K. Le Guin: The Hainish Novels and Stories par Ursula K. Le Guin
- Anthologie : Épées et Magie (The Book of Swords) par Gardner R. Dozois
- Livre non-fictif : Luminescent Threads: Connections to Octavia E. Butler par Alexandra Pierce et Mimi Mondal (en), éds.
- Livre d'art : The Art of the Pulps: An Illustrated History par Douglas Ellis, Ed Hulse et Robert Weinberg, éds.
- Éditeur : Ellen Datlow
- Magazine : Tor.com
- Maison d'édition : Tor Books
- Artiste : Julie Dillon (en)

### Prix British Science Fiction
- Roman : Braises de guerre (Embers of War) par Gareth L. Powell
- Fiction courte : Le temps fut (Time Was) par Ian McDonald

### Prix Arthur-C.-Clarke
- Lauréat : Dreams Before the Start of Time par Anne Charnock

### Prix Sidewise
- Format long : Vers les étoiles (The Calculating Stars) par Mary Robinette Kowal
- Format court : Codex Valtierra par Oscar Ramirez et Emmanuel Valtierra

### Prix E. E. Smith Memorial
- Lauréat : Daniel M. Kimmel (en)

### Prix Theodore-Sturgeon
- Lauréat : Don’t Press Charges and I Won’t Sue par Charlie Jane Anders

### Prix Lambda Literary
- Fiction spéculative : Autonome (Autonomous) par Annalee Newitz

### Prix Seiun
- Roman japonais : Ato wa No to Nare Yamatonadeshiko par Yūsuke Miyauchi

### Grand prix de l'Imaginaire
- Roman francophone : Toxoplasma par David Calvo
- Nouvelle francophone : Serf-Made-Man ? ou la créativité discutable de Nolan Peskine par Alain Damasio

### Prix Kurd-Laßwitz
- Roman germanophone : Der Kanon mechanischer Seelen par Michael Marrak

### Prix Curt-Siodmak
- Film de science-fiction : Blade Runner 2049, film américain par Denis Villeneuve
- Série de science-fiction : The Expanse
- Production allemande de science-fiction : non décerné

## Parutions littéraires

### Romans
- Réjouissez-vous par Steven Erikson.
- Le temps fut par Ian McDonald.
- Cheval de Troie par Martha Wells.

## Sorties audiovisuelles

### Films
- Annihilation par Alex Garland.
- Darkest Minds : Rébellion par Jennifer Yuh Nelson.
- Future World par James Franco et Bruce Thierry Chung.
- Jurassic World: Fallen Kingdom par Juan Antonio Bayona.
- Le Labyrinthe : Le Remède mortel par Wes Ball.
- Pacific Rim Uprising par Steven S. DeKnight.
- The Predator par Shane Black.
- Ready Player One par Steven Spielberg.
- Solo: A Star Wars Story par Ron Howard.
- Titan par Lennart Ruff.

### Séries
- Les 100, saison 5.
- 3%, saison 2.
- Altered Carbon, saison 1.
- Counterpart, saison 1.
- Doctor Who, saison 11.
- The Expanse, saison 3.
- Final Space, saison 1.
- Killjoys, saison 4.
- Le Maître du Haut Château, saison 3.
- Origin, saison 1.
- Perdus dans l'espace, saison 1.
- Star Trek: Discovery, saison 1.
- Star Wars Resistance, saison 1.
- Westworld, saison 2.
- X-Files : Aux frontières du réel, saison 11.
- Z Nation, saison 5.